# The Cursed Ones
The Cursed Ones es una película británica de 2015 dirigida por el ghanés Nana Obiri Yeboah y producida por Nicholas K. Lory. Esta protagonizada por un elenco africano. El guion original fue escrito por Maximilian Claussen. Recibió 3 premios de la Academia Africana del Cine en 2016 por Mejor Director, Mejor Fotografía y Mejor Diseño de Producción. Fue nominada a 13 premios AMAA en total, siendo la más nominada de 2016.

## Sinopsis
Es la historia de un reportero desilusionado y un joven pastor idealista, que luchan por liberar a una niña acusada de brujería de las garras de un sistema corrupto y supersticioso en el corazón de África Occidental.

## Elenco
- Oris Erhuero como Godwin Ezeudu
- Jimmy Jean-Louis como Paladin
- Ama K. Abebrese como Chinue
- Joseph Otsiman como Pastor John Moses
- Ofelia Dzidzornu como Asabi
- Fred Amugi como Pastor Uchebo
- David Dontoh como Bartender
- Rama Brew como Village Elder
- Akofa Edjeani Asiedu

## Producción
El rodaje se completó íntegramente en locaciones de Ghana. Mayoritariamente, la filmación se realizó en un solo pueblo de la región oriental ghanesa.

## Lanzamiento
Se proyectó en Hackney Picturehouse en Londres, Inglaterra, siendo parte de la selección oficial para el festival Film Africa de Royal African Society. En 2016, se proyectó en competición en el Festival de Cine Panafricano de Los Ángeles, Festival de Cine de Atlanta, el Festival de Cine Africano de Helsinki, la veinticieteava edición del Festival Anual de Cine Internacional de Emden y el Festival de Cine Africano en el Lincoln Center, copresentado por Human Rights Watch.

## Premios
| Premios                                  | Categoría                                                  | Nominado                                                 | Resultados |
| ---------------------------------------- | ---------------------------------------------------------- | -------------------------------------------------------- | ---------- |
| International Film Festival of Kerala    | Mejor película                                             |                                                          | Nominado   |
| Black Reel Awards                        | Outstanding World Cinema Motion Picture                    |                                                          | Nominado   |
| International Filmfest Emden-Norderney   | SCORE Bernhard Wicki Award                                 |                                                          | Nominado   |
| Screen Nation Film and Television Awards | Película Africana favorit del Reino Unido                  | Nicholas K. Lory, Maximilian Claussen, Nana Obiri Yeboah | Ganador    |
| Screen Nation Film and Television Awards | personalidad favorita en pantalla (Masculino)              | Oris Erhuero                                             | Ganador    |
| Atlanta Film Festival                    | Premio del jurado a la mejor película                      |                                                          | Nominado   |
| Helsinki African Film Festival           | Premio del jurado por derechos humanos y comentario social |                                                          | Ganador    |
| Film Africa London                       | AUF premio de la audiencia                                 |                                                          | Nominado   |
| Canada International Film Festival       | Premio excelencia película extranjera                      | Nicholas K. Lory                                         | Ganador    |
| 12th Africa Movie Academy Awards         | Mejor película                                             | Nicholas K. Lory                                         | Nominado   |
| 12th Africa Movie Academy Awards         | Mejor actor principal                                      | Oris Erhuero                                             | Nominado   |
| 12th Africa Movie Academy Awards         | Mejor actor de reparto                                     | Joseph Otsiman                                           | Nominado   |
| 12th Africa Movie Academy Awards         | Mejor Director                                             | Nana Obiri Yeboah, Maximilian Claussen                   | Ganador    |
| 12th Africa Movie Academy Awards         | Mejor guion                                                | Maximilian Claussen                                      | Nominado   |
| 12th Africa Movie Academy Awards         | Mejor Cinematografía                                       | Nicholas K. Lory                                         | Ganador    |
| 12th Africa Movie Academy Awards         | Mejor diseño de vestuario                                  | Afriye Frimpong                                          | Nominado   |
| 12th Africa Movie Academy Awards         | Mejor maquillaje                                           | Araba Ansah                                              | Nominado   |
| 12th Africa Movie Academy Awards         | Mejor producción                                           | Davide De Stefano                                        | Ganador    |
| 12th Africa Movie Academy Awards         | mejor banda sonora                                         | Benjamin Wright                                          | Nominado   |
| 12th Africa Movie Academy Awards         | Mejor edición                                              | Josh Levinsky                                            |            |
| 12th Africa Movie Academy Awards         | Mejor sonido                                               | Gernot Fuhrmann                                          |            |
| 12th Africa Movie Academy Awards         | Mejor actor joven                                          | Ophelia Dzidzornu                                        |            |
| Golden Movie Awards                      | Película Golden                                            | Nicholas K. Lory                                         | Ganador    |
| Golden Movie Awards                      | Cinematografía Golden                                      | Nicholas K. Lory                                         |            |
| Golden Movie Awards                      | Actor Golden                                               | Oris Erhuero                                             |            |
| Golden Movie Awards                      | Actor de reparto Golden                                    | Fred Amugi                                               |            |
| Golden Movie Awards                      | Actriz de reparto Golden                                   | Ama K. Abebrese                                          | Ganadora   |
| Golden Movie Awards                      | Director Golden                                            | Nana Obiri Yeboah                                        | Ganador    |
| Golden Movie Awards                      | Escritor Golden                                            | Maximilian Claussen                                      |            |
| Golden Movie Awards                      | Director de arte Golden                                    | Georgie Carson                                           | Ganador    |
| Golden Movie Awards                      | Editor Golden                                              | Josh Levinsky                                            |            |
| Golden Movie Awards                      | Editor de sonido Golden                                    | Gernot Fuhrmann                                          |            |
| Golden Movie Awards                      | Descubrimiento Golden                                      | Ophelia Dzidzornu                                        |            |
| Ghana Movie Awards                       | Mejor fotografía                                           | Nicholas K. Lory                                         |            |
| Ghana Movie Awards                       | Mejor actor principal                                      | Oris Erhuero                                             |            |
| Ghana Movie Awards                       | Mejor actor de reparto                                     | Jimmy Jean-Louis                                         |            |
| Ghana Movie Awards                       | Mejor dirección                                            | Nana Obiri Yeboah                                        |            |
| Ghana Movie Awards                       | Mejor Cinematografía                                       | Nicholas K. Lory                                         |            |
| Ghana Movie Awards                       | Mejor maquillaje y peinado                                 | Araba Ansah                                              | Ganador    |
| Ghana Movie Awards                       | Mejor actriz de reparto                                    | Ama K. Abebrese                                          |            |
| Ghana Movie Awards                       | Mejor guion original o adaptado                            | Maximilian Claussen                                      |            |
| Ghana Movie Awards                       | Mejor diseño de producción                                 | Davide De Stefano                                        |            |
| Ghana Movie Awards                       | Mejor música (partitura original)                          | Benjamin Wright                                          |            |
| Ghana Movie Awards                       | Mejor música (canción original)                            | Benjamin Wright                                          |            |
| Ghana Movie Awards                       | Mejor edición                                              | Josh Levinsky                                            |            |
| Ghana Movie Awards                       | Mejores efectos visuales                                   | Ahmed El-Azma                                            |            |
| Ghana Movie Awards                       | Mejor edición de sonido y mezcla                           | Gernot Fuhrmann                                          |            |
| Ghana Movie Awards                       | Descubrimiento del año                                     | Ophelia Dzidzornu                                        |            |